# Domingo Valentín Guerra Arteaga y Leiva
Domingo Valentín Guerra Arteaga y Leiva (Ariano Irpino, 14 de febrero de 1660-¿?, 29 de mayo de 1742) fue un religioso español nacido en Italia que ocupó los cargos de arzobispo de Diyarbakır y obispo de Segovia con dignidad personal de arzobispo.

## Biografía
Nacido en Ariano Irpino, en la región italiana de Campania, descendía de labradores ricos de Íllora (Granada); fue hermano de Miguel Francisco Guerra, consejero de Estado con Felipe V, y tío de Antonio Joaquín Guerra Arteaga y Leiva, creado I marqués de Guerra en 1729. 
Fue ordenado sacerdote el 4 de agosto de 1706 y en 1711, residiendo en Roma, obtuvo dos prebendas en la catedral de Segovia con licencia para no residir en aquella ciudad. Confesor de la reina Isabel de Farnesio en 1714. Desde 1725, ocupó el cargo de abad de la recién erigida Real Colegiata de la Santísima Trinidad en el Real Sitio de San Ildefonso. Protegido por Felipe V en 1726 fue ordenado arzobispo in partibus infidelium de Amida (Diyarbakır en la actual Turquía), hasta que en 1728 fue designado para la diócesis de Segovia con el título personal de arzobispo. Todos los años de su obispado, del que tomó posesión por medio de procurador, permaneció en la corte, dejando el gobierno eclesiástico en manos de José Francisco Magdaleno, gobernador de la diócesis. Falleció el 29 de mayo de 1742, y fue enterrado en la capilla familiar de San José, en la iglesia de Nuestra Señora de Montserrat de Madrid.
| Predecesor:                                | Arzobispo de Diyarbakır 1726 – 1728 | Sucesor:                         |
| Predecesor: Baltasar de Mendoza y Sandoval | Obispo de Segovia 1728 – 1742       | Sucesor: Diego García de Medrano |